# Mackey (Indiana)
Mackey es un pueblo ubicado en el condado de Gibson en el estado estadounidense de Indiana. En el Censo de 2010 tenía una población de 106 habitantes y una densidad poblacional de 475,89 personas por km².

## Geografía
Mackey se encuentra ubicado en las coordenadas 38°15′3″N 87°23′28″O / 38.25083, -87.39111. Según la Oficina del Censo de los Estados Unidos, Mackey tiene una superficie total de 0.22 km², de la cual 0.22 km² corresponden a tierra firme y (0%) 0 km² es agua.

## Demografía
Según el censo de 2010, había 106 personas residiendo en Mackey. La densidad de población era de 475,89 hab./km². De los 106 habitantes, Mackey estaba compuesto por el 98.11% blancos, el 0% eran afroamericanos, el 0% eran amerindios, el 0% eran asiáticos, el 0% eran isleños del Pacífico, el 0% eran de otras razas y el 1.89% pertenecían a dos o más razas. Del total de la población el 0% eran hispanos o latinos de cualquier raza.